# Ponor in požiralnik
Ponor in požiralnik označujeta mesto na kraških tleh, kjer voda izgine s površja. 
Ponor nastane zaradi spremembe v sestavi tal: voda, ki je drsela po neprepustnem terenu (skali ali prsti), priteče na grušč ali peščeno zemljo in se skozi to prepustno plast »precedi« v podzemlje. Take vode imenujemo ponornice ali ponikalnice. Večkrat se spet pojavijo na odprtem in večkrat tudi ponovno ponorijo, odvisno pač od ozemlja, po katerem tečejo. 
Ponori so prava vrata med površjem in kraškimi jamami, in to predvsem zato, ker urejajo dotok v podzemlje. Ko obilno dežuje, potok ali reka naraste, ker se na površini količina vode poveča. Ko pa pride do prepustnih tal, voda ne more pronikniti z isto hitrostjo, kot priteka, zato nastanejo nad ponori poplave in obdobna jezera, medtem ko so podzemski tokovi sorazmerno vedno enako vodnati.
Voda pri pretoku skozi ponor odnaša iz površine pesek in razne usedline, ki prepustno plast lahko širijo in poglabljajo. Lahko razumemo, da je zgoščenost in enovitost prepustne plasti tisti dejavnik, ki največ vpliva na količino vode v ponikalnici ter na obliko in deročnost podzemskega toka. 
Tudi požiralnik je mesto na kraških tleh, kjer voda izginja s površja, a gre za povsem drugačen pojav. Požiralniki so več ali manj globoke lijaste kotanje, v katere se ob dežju zliva vsa voda s površine. Voda potem v njih narašča, jih napolni, se preko robov izlije in preplavi ravnino. Govorimo torej o kraškem polju ali o presihajočem jezeru. Medtem ko je ponor prehod v jamo, ki je nekje v spodaj ležečih zemeljskih plasteh, požiralnik sega v globino le do obširne neprepustne plasti. Ta plast postane ob nalivih dno ogromne sklede, v katero priteka skozi požiralnike voda. Ko je voda dovolj visoka, seveda napolni skledo, to je, preplavi vso dolino. Dejansko torej požiralnik vode ne »požira«: kdor bi opazoval naraščanje vode v njem ob močnem dežju, bi v resnici opazoval naraščanje vode v celotni globeli okoli sebe in pod sabo – požiralnik je le luknja, skozi katero bi videl doseženo raven vode.
Posebna vrsta ponora je estavela, ki vodo sicer požira, a jo občasno tudi bruha, zato je istočasno bruhalnik in požiralnik. To si lahko razložimo, če pomislimo, da je kras v notranjosti prepreden z vodnimi tokovi, ki tvorijo vezne posode, in s pritoki, ki se pojavljajo preko smrkov (sifonov). Estavela je le točka, ki vodo sprejema, kadar je splošna vodna raven pod njeno višino; nasprotno, kadar podzemna vodna raven naraste, tudi estavela postane izvir.
Umetno narejen ali razširjen požiralnik je katavatron.